# Biathlon ai IX Giochi asiatici invernali
Le competizioni di biathlon ai IX Giochi asiatici invernali si sono svolte dall'11 al 13 febbraio 2024 allo Yabuli Ski Resor di Harbin, in Cina.

## Podi

### Uomini
| Evento               | Oro                                                                         | Argento                                                                   | Bronzo                                       |
| Sprint (dettagli)    | Vladislav Kireyev                                                           | Vadim Kurales                                                             | Gu Cang                                      |
| Staffetta (dettagli) | Giappone Kiyomasa Ojima Mikito Tachizaki Masaharu Yamamoto Tsukasa Kobonoki | Kazakistan Alexandr Mukhin Asset Dyussenov Kirill Bauer Vladislav Kireyev | Cina Hu Weiyao Wu Hantu Yan Xingyuan Gu Cang |

### Donne
| Evento               | Oro                                               | Argento                                                              | Bronzo                                                                         |
| Sprint (dettagli)    | Ekaterina Avvakumova                              | Meng Fanqi                                                           | Tang Jialin                                                                    |
| Staffetta (dettagli) | Cina Tang Jialin Wen Ying Chu Yuanmeng Meng Fanqi | Corea del Sud Ko Eun-jung Ekaterina Avvakumova Mariya Abe Jung Ju-mi | Kazakistan Olga Poltoranina Darya Klimina Arina Kryukova Yelizaveta Beletskaya |

## Medagliere
| Posiz. | Nazione       | Oro | Argento | Bronzo | Totale |
| ------ | ------------- | --- | ------- | ------ | ------ |
| 1      | Kazakistan    | 1   | 2       | 1      | 4      |
| 2      | Cina          | 1   | 1       | 3      | 5      |
| 3      | Corea del Sud | 1   | 1       | 0      | 2      |
| 4      | Giappone      | 1   | 0       | 0      | 1      |
| Totale | Totale        | 4   | 4       | 4      | 12     |